# Amphiascus varians
Amphiascus varians är en kräftdjursart som först beskrevs av Norman och T. Scott 1905. Enligt Catalogue of Life ingår Amphiascus varians i släktet Amphiascus och familjen Diosaccidae, men enligt Dyntaxa är tillhörigheten istället släktet Amphiascus och familjen Miraciidae. Arten är reproducerande i Sverige. Inga underarter finns listade i Catalogue of Life.